# 宋慶齢
宋 慶齢（そう けいれい、ソン・チンリン、簡: 宋 庆龄、繁: 宋 慶齡、英: Soong Ching-ling、拼音: Sòng Qìnglíng、1893年1月27日〈光緒18年12月初10日〉 - 1981年5月29日）は、中華民国・中華人民共和国の政治家。孫文の妻。中華人民共和国副主席を務め、死の直前に「中華人民共和国名誉主席」の称号を授けられた。姉の宋靄齢、妹で蔣介石夫人の宋美齢と共に総称される「宋氏（家）三姉妹」の一人である。また、弟に中華民国の政治家・実業家の宋子文がいる。

## 誕生

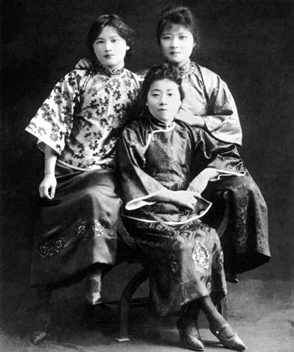
宋家三姉妹

1893年1月27日に客家の宋嘉澍（チャーリー宋）と倪桂珍の次女として江蘇省松江府上海県（現：上海市）で誕生する。上海中西女塾高中を卒業後、1907年に14歳でアメリカに留学し、ジョージア州のウェスレイアン大学に留学して文学学士号を取得し、1913年に帰国している。1914年からは父親が支援していた孫文の英文秘書を務めていた。孫文とは1915年10月25日に東京で結婚している。結婚に際しては孫文が宋慶齡より26歳年長である点や、前妻の盧慕貞との間に宋慶齢より年長の子（孫科）をもうけていたことより反対されたが、宋美齢の賛成を受け自宅のあった上海から日本に向かい、孫文の離婚が成立した後に結婚したとされる。

## 中華民国時代
孫文との結婚後は孫文の活動を支え、1922年には陳炯明による六・一六事変に遭遇し、その際に流産を経験している。孫文逝去の後は1926年1月に中国国民党中央執行委員に就任している。1927年に蔣介石が指導する南京国民政府が上海にて四・十二事変を発動し、それまでの宥和的な中国共産党との関係の見直しが迫られるが、宋慶齢は孫文の「聯俄容共（ソ連との協力、共産党の容認）」政策を堅持する立場を採り上海クーデターを非難し、蔣介石や宋一族との対立を深め、宋慶齢は汪兆銘の武漢政府に身を寄せることとなった。7月、宋慶齢は「孫文の革命原則と政策違反に抗議するための声明」を発表し蔣介石派と決別、しかし7月15日に汪兆銘も共産党に対する大規模粛清に着手し、8月にはソ連に身を寄せている。しかしスターリンによる反対派の粛清と中国革命に対する冷淡な態度に幻滅し、中山陵（南京郊外の紫金山にある孫文の墓所）完成の式典に際して中国に帰国している。1929年には国民党を脱退した。
中国に帰国した宋慶齢は香港に居を構えた。日本との戦争状態にあった中国で共産党との対立を回避・協力して抗日戦を展開すべきという張学良により1936年に西安事件が発生すると、宋慶齢も「国共合作」推進を提唱して第二次国共合作が成立した。国共合作成立後は国民党への再加入は見送ったものの、宋家の三姉妹は抗日統一戦線の象徴として戦地での慰問等の活動を行う政治的なプロパガンダ活動を行っている。1948年1月には国民党革命委員会第一次代表大会は宋慶齢を名誉主席に選出している。

## 中華人民共和国成立後

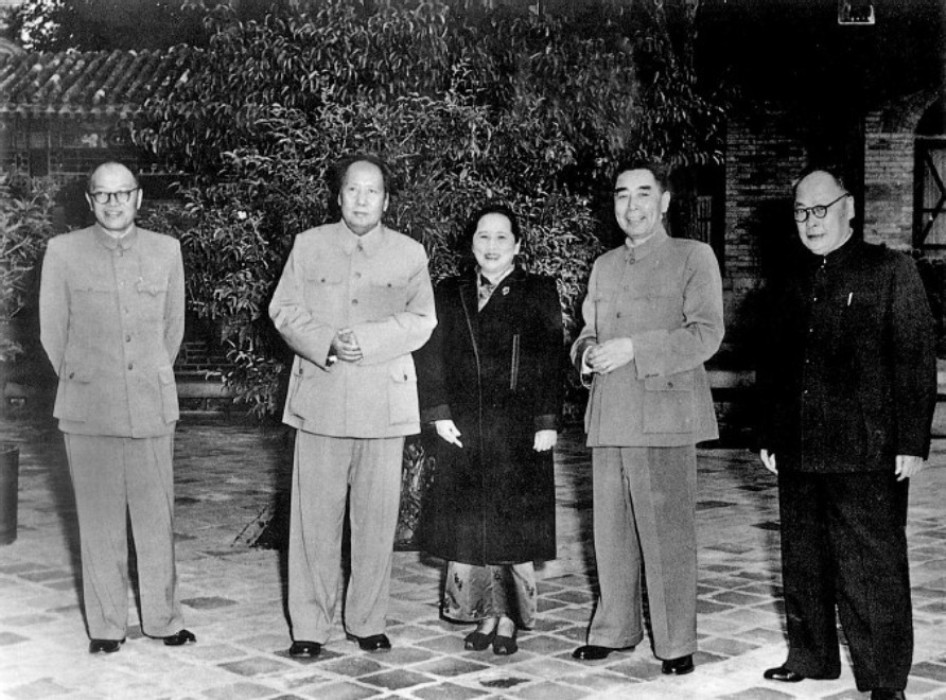
中華人民共和国の首脳陣と（左から張聞天・毛沢東・宋慶齢・周恩来・陳毅）

1949年に国共内戦が終結すると、台湾に逃れた蔣介石・宋美齡と行動を別にして中国大陸に残留した。中華人民共和国成立後は中央人民政府副主席を務め、同時に中華全国婦女連合会第2期名誉主席に選出された。1950年代にはインド・パキスタン・ビルマ・インドネシアを歴訪するなど外交政策に関与するなどしたが、それは中国革命の指導者である国母・孫文夫人としての政治的関与で政治的実権は無く、主に婦女の保健衛生・文化教育活動に尽力し、1951年にはスターリン平和賞を受賞し、この賞金を基礎に上海に婦幼保健院を建設している。1954年9月に全国人民代表大会（全人代）が成立すると、全国人民代表大会常務委員会第一副委員長に選出される。1959年4月に国家副主席に就任した。
文化大革命では江青の指導の下で上海の造反派は宋家を資産階級であると批判した。宋慶齢も蔣介石の義姉であることから「蔣匪」として批判を受けた。父母の墳墓が破壊され自身への攻撃も強まったが、「文革保護対象名簿」の第一位として保護され、直接迫害が及ぶことはなかった。
1968年10月31日に文化大革命によって現職の国家主席であった劉少奇が打倒されると、宋慶齢は董必武とともに国家副主席として国家主席の職務を代行した（1972年2月24日まで。その後は董必武が1975年1月17日まで単独で国家主席代理を務めた）。1975年1月の憲法改正で国家副主席の職が廃止されると、再び全人代常務委員会副委員長に転出。1976年7月6日、全人代常務委員長の朱徳が没すると、常務委員会第一副委員長として、委員長の職権を代行した（1978年3月5日まで）。なお、1975年1月から1983年6月まで全人代常務委員会が国家元首の権能を果たしていたので、宋慶齢は全人代常務委員長代行として在任中、中華人民共和国の国家元首格であった。
1981年5月に慢性リンパ性白血病により危篤状態となった。5月15日に中国共産党中央政治局は宋慶齢を共産党の正式党員に承認、翌日、第5期全人代常務委員会は宋慶齢に「中華人民共和国名誉主席」の称号を授与した。この入党は、宋慶齢から家族に親しく便宜を受けた劉少奇未亡人の王光美が、かつて宋慶齢が劉少奇を通じて入党申請を出しながら叶わなかったことを思い出し、「恩返し」として（宋慶齢の意思を確認した上で）胡耀邦に伝えて実現したものだった。5月29日に北京にて88歳で没した。
政府要職にあっても北京での執務以外では故郷の上海に滞在することが多く、同地の墓所は宋慶齢陵園として整備されている。

## 邦文文献
- 中国研究所 訳編『宋慶齢選集 : 新中国のための闘い』ハト書房、1953年12月10日。NDLJP:2981307。
- 仁木ふみ子『女性は天の半分を支える : 『宋慶齢選集』に学ぶ』ドメス出版、1976年8月25日。NDLJP:12141762。
- 仁木ふみ子 訳『宋慶齢選集』ドメス出版、1979年4月5日。NDLJP:12182604。
- 仁木ふみ子『抗日戦争と一女性 宋慶齢の場合』アドバンテージサーバー〈ブックレット生きる〉、1995年6月。
- イスラエル・エプシュタイン 著、久保田博子 訳『宋慶齢 中国の良心・その全生涯』サイマル出版会、1995年12月。
- 沈潔『宋慶齢』大空社〈シリーズ福祉に生きる〉、2001年11月。
- 平路 著、池上貞子 訳『天の涯までも 小説・孫文と宋慶齢』風濤社、2003年6月。
- 久保田博子『宋慶齢 人間愛こそ正義』汲古書院、2016年4月。

## 関連作品
映画
- 『孫文』（原題：孫中山、1986年、中国、演：ジャン・イェン）
- 『宋家の三姉妹』（原題：宋家皇朝、1997年、香港・日本、演：マギー・チャン）
- 『建国大業』（2009年、中国、演：許晴）

テレビドラマ
- 『宋氏三姉妹 宋慶齢の生涯』（旧邦題：宋慶齢とその姉妹たち、1991年、中国、演：リー・リン）